# Patricia Vickers-Rich
Patricia Vickers-Rich (auch: Pat Vickers-Rich; * 11. Juli 1944 in Exter, Kalifornien) ist eine australische Paläontologin.

## Leben
Vickers-Rich ist ursprünglich US-Amerikanerin. Sie studierte an der University of California, Berkeley (Bachelor 1966), machte 1969 ihren Master-Abschluss an der Columbia University und wurde dort 1973 promoviert, während sie am American Museum of Natural History angestellt war (1972) und dort fossile Vögel aus Australien studierte. Während des Studiums war sie 1963 bis 1965 Zoologin am Nevada State Museum in Reno. 1973 bis 1976 war sie Associate Curator und Assistant Professor an der Texas Tech University und dessen Museum. 1976 kam sie mit ihrem Mann Thomas H. Rich (heute Kurator am Melbourne Museum (Museum of Victoria) in Melbourne) nach Australien, wo sie als Post-Doktorandin fossile Vögel untersuchte. Sie wurde 1976 Lecturer, 1977 Senior Lecturer und 1989 Reader in Paläontologie an der Monash University, leitete dort 1992/3 die Fakultät für Geowissenschaften, wurde dort 1995 Professor mit persönlichem Lehrstuhl und ist dort Gründerin (1993) des Monash Science Center. 1979 war sie aus Austauschwissenschaftlerin in China und sie hat auch gute Kontakte nach Russland, seitdem sie 1993 eine Ausstellung mit russischen Dinosauriern mitorganisierte.
Seit 1984 grub sie mit ihrem Mann regelmäßig nach Dinosauriern und anderen Fossilien in den Küstenklippen von Victoria, speziell im Dinosaur Cove beim Great Otway National Park an der Südspitze Australiens. Dabei kam eine ganze vorher unbekannte Fauna fossiler Dinosaurier und Säuger zu Tage. Einige benannte das Ehepaar nach ihren Kindern (Leaellynasaura, Timimus). Vickers-Rich befasst sich außer der Wirbeltier-Geschichte in Gondwana speziell im Erdmittelalter auch mit präkambrischem Leben (seit 2004 ist sie mit dem Paläontologischen Institut der Russischen Akademie der Wissenschaften in Moskau auf diesem Gebiet verbunden), Klimawandel und Ökosystemen am Ende des Mesozoikums, Geschichte der Paläontologie (speziell in Russland, China, Argentinien und Australien). Ihr ursprüngliches Gebiet ist die Paläontologie von Vögeln und auch deren Systematik. Sie beschäftigte sich auch mit der Entwicklung von automatischer Übersetzung chinesischer wissenschaftlicher Literatur und der Verwendung von Vogelknochen für die Archäologie.
Mit Fernando Novas erstbeschrieb das Ehepaar auch Tyrannotitan aus Argentinien. Zu ihren Erstbeschreibungen zählt der Stirton-Donnervogel.
2010 erhielt sie mit ihrem Mann den Committee for Research and Exploration Chairman’s Award der National Geographic Society. 1992 bis 1994 war sie Vizepräsident der Australian Association of Paleontologists und 1994/95 Präsident.

## Schriften
- mit Thomas H. Rich Dinosaurs of the Antarctic, Scientific American Special Edition: Dinosaurs and other monsters, 2004, S. 40–47
- mit Thomas H. Rich A century of Australian Dinosaurs, Queen Victoria Museum and Art Gallery, Launceston, Tasmania, 2003
- mit Thomas H. Rich, Peter Trusler The Artist and the Scientists: Bringing Prehistory to Life, Cambridge University Press 2010
- mit Thomas H. Rich, C. L. Fenton, M. A. Fenton The Rock Book, Dover, 2003
- mit Thomas H. Rich Dinosaurs of Darkness, Indiana University Press 2000 (das Buch erhielt 2000 den Eureka Preis)
- mit Thomas H. Rich Wildlife of Gondwana, Indiana University Press 1991 (das Buch erhielt 1993 den Eureka Preis)
- mit Michail Alexandrowitsch Fedonkin, J. G. Gehling, K. Grey, G. M. Narbonne The Rise of Animals: Evolution and Diversification of the Kingdom Animalia, Johns Hopkins University Press, Baltimore 2007
- mit G. F. Van Tets (Herausgeber) und Frank Knight (Illustrator) Kadimakara: Extinct Vertebrates of Australia, Pioneer Design Studios, Lilydale, 1985
- Herausgeber mit P. Komarower The Rise and Fall of the Vendian Biota (Symposium volume for two meetings, Prato (Italy) and Kyoto (Japan) organized by P. Vickers-Rich), London Geological Society Special Publications Nr. 286, 2007
- mit Thomas H. Rich, J.M. Monaghan, R.F. Baird (Herausgeber) Vertebrate Palaeontology of Australasia, Pioneer Design Studios and Monash University Publications Committee, Melbourne, 1991
- mit P. Murray Magnificent Mihirungs. The Colossal Flightless Birds of the Australian Dreamtime. Indiana University Press 2004 (erhielt die Whitley Medal der Royal Society of New South Wales)